# Andrej Šavli
Andrej Šavli, slovenski šolnik, urednik, publicist in kulturni delavec, * 18. november 1905, Tolmin, † 15. november 1990, Ljubljana.
Šavli je leta 1924 maturiral na učiteljišču v Vidmu, nato pa se je zaposil kot učitelj v Trstu. Pred fašizmom je 1928 emigriral v kraljevino SHS in
bil učitelj na več šolah v Prekmurju. Po koncu druge svetovne vojne se je preselil v Tolmin, kjer je opravljal razne šolske funkcije. Od leta 1954 do 1966 pa je bil svetovalec v Zavodu za šolstvo SRS.
Šavli je bil soavtor zbirke Slovenske ljudske pravljice. Poleg tega je pisal še članke o učnih oblikah in  metodah pouka, sodeloval je pri pripravi beril za nižje razrede osnovnih šol, posebej pa se je posvetil raziskovanju goriškega in istrskega šolstva. Sodeloval je tudi pri pripravi SSKJ.
Bil je član vodstva organizacije TIGR.